# کوکو-باز شمالی
کوکو-باز شمالی، کوکو-باز حنایی، یا کوکو-باز هورسفیلد (نام علمی: Hierococcyx hyperythrus) پرنده‌ای از تیرهٔ کوکویان (Cuculidae) است که در گذشته تصور می‌شد با کوکو-باز هاجسون (Hierococcyx fugax) هم‌گونه است و در این سرده قرار می‌گیرد.
در شرق چین، کره شمالی و جنوبی، شرق دور روسیه، و ژاپن یافت می‌شود. جمعیت‌های شمالی در بورنئو زمستان را می‌گذرانند.